# Zorzines flexicornuta
Zorzines flexicornuta är en fjärilsart som beskrevs av Inoue 1988. Zorzines flexicornuta ingår i släktet Zorzines och familjen nattflyn. Inga underarter finns listade i Catalogue of Life.